# Alt-right
Alt-right (forkortelse af alternative right) er en løst organiseret højreekstrem bevægelse som opstod i USA i slutningen af 00'erne og bredte sig til øvrige lande i midten af 10'erne. Bevægelsen er i høj grad et internetfænomen og er kendetegnet ved dens brug af internethumor. Tilhængere af bevægelsen samler sig om en tro på hvid etnonationalisme – ofte koblet med en tro på udskiftningsteorien – racelære, anti-feminisme og anti-egalitarisme, samt en afvisning af det liberale demokrati.
Den identitære bevægelse i Europa svarer til det amerikanske alt-right.